# Paul Kingué
Paul Rolland Bebey Kingué (9 de novembro de 1986) é um futebolista profissional camaronês que atua como defensor.

## Carreira
Paul Kingué representou a Seleção Camaronesa de Futebol, nas Olimpíadas de 2008. 